# NGC 2261
La Nebulosa Variabile di Hubble (ben nota anche con il suo numero di catalogo, NGC 2261, o anche C 46) è una piccola nebulosa osservabile nella costellazione dell'Unicorno.

## Osservazione
Si individua poco a sud del famoso ammasso legato alla Nebulosa Cono, l'Albero di Natale; si rivela come una nebulosa di forma triangolare, incentrata apparentemente su una "stella" nota come R Monocerotis, la cui magnitudine apparente media è pari a circa 10. Occorre un piccolo telescopio amatoriale per poterla individuare, poiché le sue dimensioni sono davvero molto piccole. La caratteristica più notevole di questa nebulosa è la sua variazione di luminosità, apprezzabile talvolta nel corso di qualche mese.

## Caratteristiche
Questa nebulosa è famosa per le sue continue variazioni di forma e luminosità (da cui il nome); queste variabilità vennero scoperte su una serie di lastre fotografiche prodotte lungo alcuni anni verso la metà del Novecento da Carl Otto Lampland. Queste variazioni non coincidono con il ciclo di variabilità della sua stella interna, R Monocerotis, mentre la nebulosa diventa periodicamente oscurata sempre nella stessa parte; ciò indusse Lampland a credere che ci fosse una nebulosa oscura ruotante che quando transitava sulla nostra linea di vista la oscurava sempre nello stesso punto. Nel 1959, George Herbig notò che la stella centrale era in realtà una brillantissima e minuscola nebulosa di forma triangolare, che a sua volta conteneva una stella appena formata; fu questo il primo di una serie di oggetti simili scoperti in seguito. Si pensa che questo tipo di struttura possa essere esistito anche quattro miliardi di anni fa attorno al nostro Sole, durante la formazione dei pianeti.
La stella centrale della nebulosa è in realtà una stella doppia, formata da due componenti la più luminosa delle quali è circa 10 volte più grande del Sole; tuttavia la loro luce non è osservabile nella banda della luce visibile, ma solo negli infrarossi, a causa della densa nebulosità. Probabilmente il sistema è composto dunque da due stelle T Tauri, formatesi circa 300.000 anni fa.
La variabilità della nebulosa si pensa che possa essere invece dovuta al fatto che i filamenti di gas vengono espulsi dal disco protoplanetario in una forma a doppio cono, che seguono le linee del campo magnetico della stella, provocando così le variazioni osservabili.

### Opere generali
- (EN) Stephen James O'Meara, Deep Sky Companions: The Caldwell Objects, Cambridge University Press, 2003, ISBN 0-521-55332-6.
- A. De Blasi, Le stelle: nascita, evoluzione e morte, Bologna, CLUEB, 2002, ISBN 88-491-1832-5.

### Carte celesti
- Tirion, Rappaport, Lovi, Uranometria 2000.0 - Volume II - The Southern Hemisphere to +6°, Richmond, Virginia, USA, Willmann-Bell, inc., 1987, ISBN 0-943396-15-8.
- Tirion, Sinnott, Sky Atlas 2000.0, 2ª ed., Cambridge, USA, Cambridge University Press, 1998, ISBN 0-933346-90-5.
- Tirion, The Cambridge Star Atlas 2000.0, 3ª ed., Cambridge, USA, Cambridge University Press, 2001, ISBN 0-521-80084-6.